# J. J. Santos
José Javier «J. J.» Santos Rubio (Madrid, España, 29 de julio de 1960) es un periodista deportivo español.

## Biografía
Cursó estudios de Medicina y Periodismo en la Universidad Complutense de Madrid.
Sus inicios profesionales se remontan a 1978, cuando se incorpora a Radio España de Madrid. Durante años dirige el espacio El Topo Deportivo en las noches de la emisora —por el que recibió la Antena de Oro en 1987— y dirige el área de Deportes, hasta fichar en 1991 por Onda Cero, donde se hace cargo de El Penalti y de la jefatura del Área de Deportes de la emisora. En Telecinco condujo el espacio deportivo Futbolísimo en 1991 junto a Andrés Aberasturi.
En 1994, el entonces director de informativos de Telecinco, Luis Mariñas, decide incorporarlo a la sección deportiva del informativo que conducía José Ribagorda (Entre hoy y mañana), además de narrar el Giro de Italia para la cadena.
En marzo de 1997 se produce su fichaje junto con el de José Ribagorda por Televisión Española, haciéndose cargo durante tres años de la presentación del bloque de deportes del Telediario 3.ª edición.
Tras abandonar TVE en julio del año 2000, ficha por el Diario As, del que cual es subdirector hasta 2002, cuando ficha por Antena 3. Durante estos dos años participa en tertulias deportivas de Telecinco y es colaborador de El tirachinas en la COPE, con José María García.
En mayo de 2002 se incorpora a Antena 3 para hacerse cargo de la jefatura del Área de Deportes de la cadena y de presentar el bloque de deportes de Antena 3 Noticias 2, además de participar en la cobertura de la Copa Mundial de Fútbol de Japón y Corea en 2002, el primero emitido por una cadena privada en España.
Coincidiendo con su paso por Antena 3, entre 2004 y 2006 conduce el espacio deportivo Al primer toque en la emisora Onda Cero, labor en la que sustituyó a Manu Carreño.
A finales de agosto de 2006 abandona Antena 3 para fichar en el mes de septiembre del mismo año por Telecinco, donde es subdirector de Informativos Telecinco para el Área de Deportes, se hace cargo de la presentación del bloque de deportes de Informativos Telecinco Noche durante 16 años y en 2023 de Informativos Telecinco Mediodía y diseña las coberturas de los eventos deportivos que emiten Telecinco y sus canales temáticos y desde 2011 también de Cuatro: Fórmula 1 (2006-2008), LaLiga, Supercopa de España, Copa del Rey (2006-2008y 2015-2022), Copa Mundial de Clubes (2009-2011, 2014-2015y 2023), Copa Confederaciones (2009 y 2013), Europa League (2009-2015 y 2023-2024), Copa Mundial de Fútbol (2010, 2014 y 2018)  —encargándose en este caso de narrar los 8 partidos (los de la Selección española de fútbol) que emitió Telecinco del Mundial de Fútbol de Sudáfrica, el primero ganado por la selección española de fútbol—, Eurocopa (2012, 2016 y 2020), partidos amistosos y clasificatorios de la Selección masculina de fútbol de España (2010-2018), partidos de la Selección femenina de fútbol de España, Mundial de Motociclismo (2012-2016), Mundial de Baloncesto (2014 y 2019), EuroBasket (2013, 2015, 2017 y 2022), Eurocopa Sub-21 (2011, 2013, 2017, 2019 y 2021)...
En 2011, tras la fusión de Gestevisión Telecinco y Sogecuatro, asume la subdirección de Informativos de Mediaset Españapara el área de Deportes  y en 2014 tras la creación de la productora de contenidos audiovisuales deportivos de Mediaset, Supersport, asume la presidencia de dicha productora.
En septiembre de 2023 deja de aparecer en pantalla, pero sigue vinculado a Mediaset como subdirector de Informativos de Mediaset España para el área de Deportes y presidente y consejero delegado de Supersport, de la que ostenta una participación del 27%.

### Vida privada
Tiene dos hijos, Raúl de 1986 (edad 38–39) y Sergio (36 años), de su primer matrimonio que duró 28 años, se casó en 1983 y se divorció en 2011.
Desde 2016 mantiene una relación sentimental con la psicóloga deportiva, Eva Molleja.
Siendo un bebé le fue diagnosticada poliomielitis, una enfermedad que le dejó secuelas en una pierna y por la cual tuvo que ser sometido a varias operaciones entre los 10 y 14 años de edad.